# Підвисоцька Ольга Миколаївна
Ольга Миколаївна Підвисоцька (Подвисоцька) (12 грудня 1884, місто Єнісейськ (тепер Красноярський край, Російська Федерація), Єнісейська губернія, Російська імперія — 1 грудня 1958, Ленінград, СРСР) — радянська лікарка-дерматолог, професор Ленінградського медичного інституту, член-кореспондент АН СРСР з відділення математичних та природничих наук (з 29 січня 1939 року), дійсний член Академії медичних наук СРСР (з 1944 року). Провідний фахівець у СРСР із проблем туберкульозу шкіри, піодермітів, дерматомікозів, екземи, нейродерміту. Депутат Верховної Ради СРСР 2-го скликання.

## Життєпис

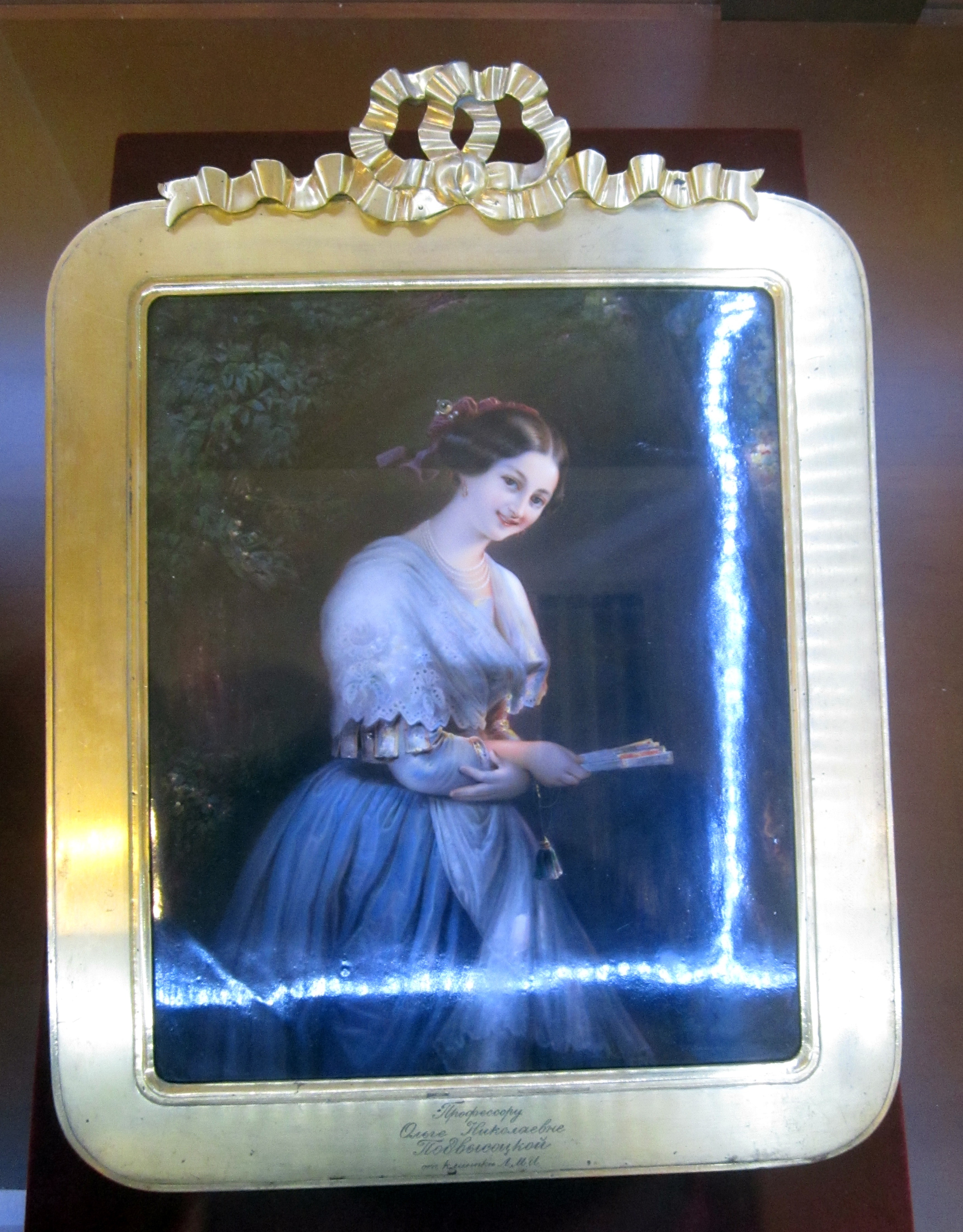
Панно портрет молодої жінки. 1837—1844 рр. Художник Г. Швайцер. Порцеляна. Розпис. Гравірування під зображенням: «Професору Ользі Миколаївні Підвисоцькій від клініки ЛМІ». НМІУ

Народилася 30 листопада (12 грудня) 1884 року в Єнісейську в родині вчителя гімназії Миколи Валеріановича Підвисоцького, дворянина Чернігівської губернії. Внучка вченого-фармаколога В.О. Підвисоцького.
Трудову діяльність розпочала вчителькою сільської школи. У 1904 році вступила до Петербурзького жіночого медичного інституту. Брала активну участь у студентських страйках 1905—1910 років.
У 1911 році закінчила Жіночий медичний інститут у Санкт-Петербурзі, здобула спеціальність лікаря. Відразу після закінчення інституту поїхала працювати земським лікарем до Самарської губернії на боротьбу з холерою.
У 1912 році, повернувшись до Санкт-Петербурга, почала працювати на кафедрі шкірних та венеричних хвороб: спершу лаборантом, потім асистентом (з 1913 року) та приват-доцентом (з 1925). У 1919 році захистила докторську дисертацію на тему «Дерматомікози (Trichophytia, Microsporia, Favus) та їх збудники».
З 1927 року працювала професором та завідувачем кафедри шкірних та венеричних хвороб Ленінградського державного інституту вдосконалення лікарів.
З 1938 року — завідувач кафедри шкірних та венеричних хвороб і директор клініки 1-го Ленінградського медичного інституту імені академіка Івана Павлова, які очолювала до 1957 року (за винятком перебування в 1941—1944 роках в евакуації). Одночасно була науковим керівником шкірно-венеричного інституту і шкірного відділення Всесоюзного інституту експериментальної медицини.
З 1941 по 1943 рік працювала у військових госпіталях міста Казані Татарської АРСР. З осені 1943 по 1944 рік — професор і завідувач кафедри шкірних та венеричних хвороб 1-го Московського медичного інституту.
Автор понад 100 наукових праць, у тому числі 5 монографій. Основні праці з проблем походження, клініки та лікування туберкульозу шкіри, піодермітів, дерматомікозів, екземи, невродерміту та ін. Одна з перших почала впроваджувати в дерматологію функціональний напрямок. Створила школу дерматовенерологів. Великою її заслугою була організація в 1930 році Ленінградського шкірно-венерологічного інституту, науковим керівником якого вона була до 1951 року. В Академії медичних наук СРСР нею створено лабораторію патофізіології шкіри.
Очолювала Всесоюзне наукове товариство дерматологів та венерологів, Вчену комісію з боротьби зі шкірними та венеричними хворобами, з 1940 до 1958 року була головою (з 1954 року — почесним головою) Ленінградського наукового товариства дерматологів та венерологів імені В. Тарковського. Крім цього, була почесним членом Всеросійського наукового товариства дерматологів і ряду інших наукових товариств.
Багато років працювала редактором журналу «Вісник дерматології та венерології», а також відповідальним редактором тритомного посібника з дерматовенерології. Неодноразово обиралася до Ленінградської обласної та міської ради депутатів трудящих, до ВЦРПС та ЦК спілки медичних працівників. Багато років була членом Ленінградського обласного комітету захисту миру.
Померла 1 грудня 1958 року. Похована в Ленінграді (Санкт-Петербурзі) на Богословському цвинтарі.

## Нагороди
- Орден Леніна
- Орден Трудового Червоного Прапора (29.11.1944)
- два Ордени «Знак Пошани»
- медалі
- Заслужений діяч науки РРФСР (1945)